# Абурі-крикун червоногорлий
Абурі-крикун червоногорлий (Pipile cujubi) — вид куроподібних птахів родини краксових (Cracidae).

## Поширення
Вид поширений в басейні Амазонки в Бразилії та на сході Болівії. Мешкає в галерейному лісі та у затоплених лісистих районах.

## Опис
Великий птах, завдовжки від 69 до 76 см, вагою 1,10-1,30 кг. Оперення переважно чорне, лише верхівка голови, шия, деякі криючі крил до рівня плечей і верхівка кінчика хвоста білі. Навколо чорних очей має білий карункул. Дзьоб білий біля основи і чорний на кінчику, загнутий донизу. Має червону неоперену бороду.

## Спосіб життя
Харчується плодами і квітами як на кронах дерев, так і на землі. Годується парами або групами до 30 особин.

## Підвиди
- Pipile c. cujubi (Pelzeln, 1858) — трапляється в північно-центральній Бразилії на південь від річки Амазонка від нижньої течії річки Мадейра на схід до півночі штату Пара.
- Pipile c. nattereri (Reichenbach, 1861) — поширений в західній частині бразильської Амазонії, а також у східній частині департаменту Санта-Крус на сході Болівії.